# Crynant
Crynant är en ort och community i Storbritannien.   Den ligger i kommunen Neath Port Talbot och riksdelen Wales, i den södra delen av landet, 250 km väster om huvudstaden London. 